# Okręg Étampes
Okręg Étampes (fr. Arrondissement d’Étampes) – okręg w północnej Francji. Populacja wynosi 134 tysiące.

## Podział administracyjny
W skład okręgu wchodzą następujące kantony:
- Dourdan,
- Étampes,
- Étréchy,
- La Ferté-Alais,
- Méréville,
- Saint-Chéron.